# Fräkentjärnen (Töre socken, Norrbotten)
Fräkentjärnen är en sjö i Kalix kommun i Norrbotten och ingår i Töreälven-Vitåns kustområde.